# Daubringen

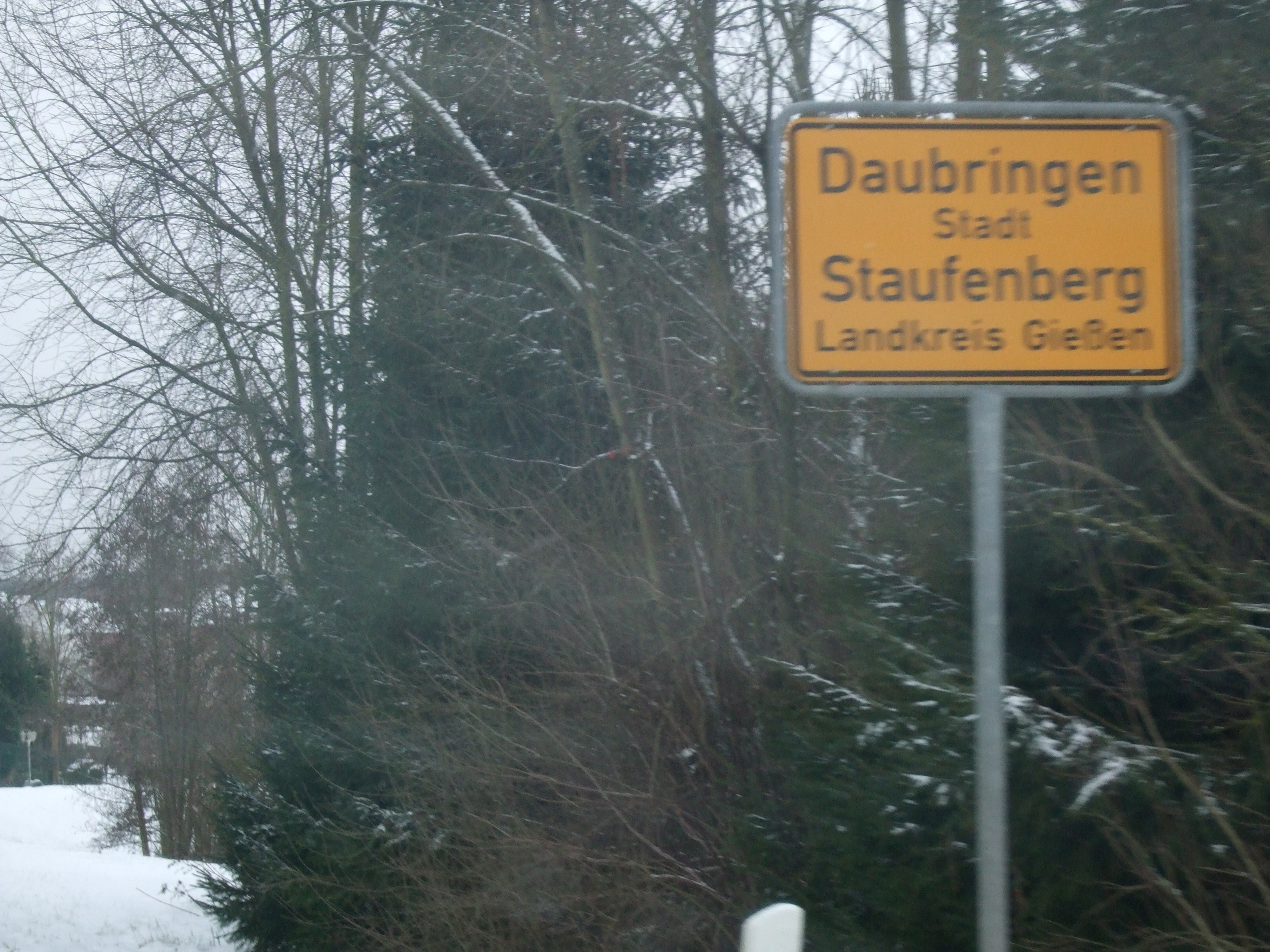
Ortseingangsschild

Daubringen ist ein Stadtteil von Staufenberg im mittelhessischen Landkreis Gießen. Es liegt am linken Ufer der Lumda am Hang des Buchenberges.

## Ortsgeschichte

### Mittelalter
Die schriftliche Ersterwähnung des Orts erfolgte im Codex Eberhardi des Reichsklosters Fulda. Die Schenkung eines Folpracht, seiner Frau Willirat und deren Tochter Gunderat datiert in die Zeit des Abtes Baugulf von Fulda: „... proprietates suas in Lunhane marche in Tagebergen“. (ihre Besitzungen in der Lumdaer Mark in Tegebergen.)
Das Kopiar des Mönches Eberhard wurde in der Zeit um 1160 angelegt.
Um 1300 werden in einem anderen Kopiar, entstanden in der Zeit zwischen 1400 und 1425, werden „... sedes in Kirchberg et Wessemar ... It.(em) Deyburge ... “ (Sitze in Kirchberg und in Wißmar, auch in Deyburge) erwähnt.
In einer Urkunde von 1342 übertrug Stephania, die Witwe des verstorbenen Ritters Gerhard von Göns, eine Gülte „... ex curia mea sita in villa Deburgen“ (von meinem Hof im Dorf Daubringen gelegen) an das Kloster Wirberg, in dem ihre Tochter lebte. Nach deren Tod sollte die Gülte an das Kloster fallen. Hier wird erstmals die Siedlungsform villa von Daubringen genannt.
Die Erwähnung des Ortes 1381 ist ebenfalls in einem Kopiar zu finden, nämlch aus dem Jahre 1590: „... vß einer wiesen zu Tauberge“. 1466 findet sich in einem Marginalvermerk „zu Dabringen“. 
1579 steht in einer Urkunde „zu Daubrigen“.
Der Ortsname Daubringen ist ein Siedlungsname im Genitiv, abgeleitet vom Frauennamen Tagabirga/Taciperga. Im Laufe der Jahrhunderte wurde der Ortsnamen an die -ingen-Namen wie Grüningen, Ober-Bessingen, Nieder-Bessingen und Höingen angelehnt. Auch Villingen wurde erst später in seiner Entwicklung an einen -ingen-Namen angelehnt.
Im Jahr 1394 wird der ehemalige Ort Heibertshausen erwähnt: „... uß myme Acker, der da gelegen ist under deme dorffe Hybertishusen mit namen der Hunger acker...“
Das Hofgut wurde 1979 abgerissen.

### Neuzeit
Die Statistisch-topographisch-historische Beschreibung des Großherzogthums Hessen berichtet 1830 über Daubringen:

„Daubringen (L. Bez. Giessen) evangel. Filialdorf; liegt 1⁄2 St. von Giessen an der Lumda, hat 75 Häuser und 487 Einw., die bis auf 4 Mennoniten und 16 Juden evangelisch sind. In der Gemarkung wird ein Pech- oder Sumpftorf gestochen, der an Güte alle übrige Torfarten dieser Gegend übertrifft. Durch den Vertrag von 1585 kam Daubringen mit andern Orten aus der Gemeinschaft mit Nassau ausschließend an Hessen.“

Das Dorf verlor bereits Mitte des 19. Jahrhunderts seinen bäuerlichen Charakter und wurde zum reinen Wohnort. Ab 1871 wurden in Daubringen Zigarren hergestellt. 1891 wurde eine Zigarrenfabrik gebaut, die heute als Wohnhaus genutzt wird.
Während des „Kalten Krieges“ befand sich in Ortsnähe das Sondermunitionslager Daubringen/Alten-Buseck, ein NATO-Lager für Nuklearwaffen.
Hessische Gebietsreform (1970–1977)
Im Zuge der Gebietsreform in Hessen wurde die bis dahin selbstständige Gemeinde Daubringen kraft Landesgesetz zum 1. Juli 1974 mit der Stadt Staufenberg und den Gemeinden Mainzlar und Treis an der Lumda zur neuen Stadt Staufenberg zusammengeschlossen. Ein Ortsbezirk  wurde für „Treis an der Lumda“ sowie ein gemeinsamer Ortsbezirk für die Stadtteile Staufenberg, Mainzlar und Daubringen eingerichtet.

### Verwaltungsgeschichte im Überblick
Die folgende Liste zeigt die Staaten und Verwaltungseinheiten, denen Daubringen angehört(e):
- vor 1567: Heiliges Römisches Reich, Landgrafschaft Hessen, Amt Gießen, Gericht Lollar (Kondominium mit Grafschaft Nassau)
- ab 1567: Heiliges Römisches Reich, Landgrafschaft Hessen-Marburg, Amt Gießen, Gericht Lollar[20]
- ab 1585: Heiliges Römisches Reich, Landgrafschaft Hessen-Marburg, Amt Gießen, Gericht Lollar fällt ganz an Hessen-Marburg
- 1604–1648: Heiliges Römisches Reich, strittig zwischen Landgrafschaft Hessen-Darmstadt und Landgrafschaft Hessen-Kassel (Hessenkrieg)
- ab 1648: Heiliges Römisches Reich, Landgrafschaft Hessen-Darmstadt, Oberfürstentum Hessen, Oberamt Gießen (ab 1789), Gericht Lollar[21]
- ab 1806: Großherzogtum Hessen, Fürstentum Ober-Hessen, Landamt Gießen[22][23]
- ab 1815: Oberfürstentum Hessen, Provinz Oberhessen, Landamt Gießen[24]
- ab 1821: Großherzogtum Hessen, Provinz Oberhessen, Landratsbezirk Gießen[Anm. 2]
- ab 1832: Großherzogtum Hessen, Provinz Oberhessen, Kreis Grünberg
- ab 1837: Großherzogtum Hessen, Provinz Oberhessen, Kreis Giesen
- ab 1848: Großherzogtum Hessen, Regierungsbezirk Gießen
- ab 1852: Großherzogtum Hessen, Provinz Oberhessen, Kreis Gießen
- ab 1867: Norddeutscher Bund, Großherzogtum Hessen, Provinz Oberhessen, Kreis Gießen
- ab 1871: Deutsches Reich, Großherzogtum Hessen, Provinz Oberhessen, Kreis Gießen
- ab 1918: Deutsches Reich, Volksstaat Hessen,  Kreis Gießen
- ab 1938: Deutsches Reich, Volksstaat Hessen, Provinz Oberhessen, Landkreis Gießen
- ab 1945: Deutsches Reich, Amerikanische Besatzungszone, Groß-Hessen, Regierungsbezirk Darmstadt, Landkreis Gießen
- ab 1946: Deutsches Reich, Amerikanische Besatzungszone, Hessen, Regierungsbezirk Darmstadt, Landkreis Gießen
- ab 1949: Bundesrepublik Deutschland, Hessen, Regierungsbezirk Darmstadt, Landkreis Gießen
- ab 1974: Bundesrepublik Deutschland, Hessen, Regierungsbezirk Darmstadt, Landkreis Gießen, Stadt Staufenberg
- ab 1977: Bundesrepublik Deutschland, Hessen, Regierungsbezirk Darmstadt, Lahn-Dill-Kreis, Stadt Staufenberg
- ab 1979: Bundesrepublik Deutschland, Hessen, Regierungsbezirk Darmstadt, Landkreis Gießen, Stadt Staufenberg
- ab 1981: Bundesrepublik Deutschland, Hessen, Regierungsbezirk Gießen, Landkreis Gießen, Stadt Staufenberg

### Gerichtszugehörigkeit seit 1803
In der Landgrafschaft Hessen-Darmstadt wurde mit Ausführungsverordnung vom 9. Dezember 1803 das Gerichtswesen neu organisiert. Für die Provinz Oberhessen wurde das „Hofgericht Gießen“ eingerichtet. Es war für normale bürgerliche Streitsachen Gericht der zweiten Instanz, für standesherrliche Familienrechtssachen und Kriminalfälle die erste Instanz. Die Rechtsprechung der ersten Instanz wurde durch die Ämter bzw. Standesherren vorgenommen und somit war für Daubringen das „Landamt Gießen“ zuständig. Nach der Gründung des Großherzogtums Hessen 1806 gingen die Aufgaben der ersten Instanz 1821 im Rahmen der Trennung von Rechtsprechung und Verwaltung auf die neu geschaffenen Land- bzw. Stadtgerichte über. „Landgericht Gießen“ war daher von 1821 bis 1879 die Bezeichnung für das erstinstanzliche Gericht, das für Daubringen zuständig war.
Anlässlich der Einführung des Gerichtsverfassungsgesetzes am 1. Oktober 1879 wurden die bisherigen Land- und Stadtgerichte im Großherzogtum Hessen aufgehoben und durch Amtsgerichte an gleicher Stelle ersetzt, ebenso verfuhr man mit den als Obergerichten fungierenden Hofgerichten, deren Funktion nun die neu errichteten Landgerichte übernahmen. Die Bezirke des Stadt- und des Landgerichts Gießen wurden zusammengelegt und bildeten nun zusammen mit den vorher zum Landgericht Grünberg gehörigen Orten Allertshausen und Climbach den Bezirk des neu geschaffenen Amtsgerichts Gießen, welches seitdem zum Bezirk des als Obergericht neu errichteten Landgerichts Gießen gehört. Vom 1. Januar 1977 bis zum 1. August 1979 trug das Gericht den Namen „Amtsgericht Lahn-Gießen“, wurde dann mit der Auflösung der Stadt Lahn wieder in „Amtsgericht Gießen“ umbenannt.

## Bevölkerung

### Einwohnerstruktur 2011
Nach den Erhebungen des Zensus 2011 lebten am Stichtag dem 9. Mai 2011 in Daubringen 1758 Einwohner. Darunter waren 90 (5,1 %) Ausländer. Nach dem Lebensalter waren 258 Einwohner unter 18 Jahren, 711 zwischen 18 und 49, 384 zwischen 50 und 64 und 405 Einwohner waren älter. Die Einwohner lebten in 786 Haushalten. Davon waren 228 Singlehaushalte, 255 Paare ohne Kinder und 228 Paare mit Kindern, sowie 60 Alleinerziehende und 15 Wohngemeinschaften. In 183 Haushalten lebten ausschließlich Senioren und in 498 Haushaltungen lebten keine Senioren.

### Einwohnerentwicklung
| • 1502: | 0012 Männer                                                                                              |
| • 1577: | 0028 Hausgesesse                                                                                         |
| • 1630: | 0001 dreispännige, 8 zweispännige, 4 einspännige Ackerleute, 10 Einläuftige, 2 Witwen, 4 Vormundschaften |
| • 1669: | 0118 Seelen                                                                                              |
| • 1742: | 0001 Geistliche/Beamter, 51 Untertanen, 16 Junge Mannschaften, 2 Beisassen/Juden.                        |
| • 1806: | 315 Einwohner, 61 Häuser                                                                                 |
| • 1829: | 487 Einwohner, 75 Häuser                                                                                 |
| • 1867: | 454 Einwohner, 95 Häuser                                                                                 |

| Daubringen: Einwohnerzahlen von 1791 bis 2019 | Daubringen: Einwohnerzahlen von 1791 bis 2019 | Daubringen: Einwohnerzahlen von 1791 bis 2019 | Daubringen: Einwohnerzahlen von 1791 bis 2019 | Daubringen: Einwohnerzahlen von 1791 bis 2019 |
| --- | --------------------------------------------- | --------------------------------------------- | --------------------------------------------- | --------------------------------------------- |
| Jahr |                                               |                                               |                                               | Einwohner                                     |
| 1791 | 1791                                          |                                               | 274                                           | 274                                           |
| 1800 | 1800                                          |                                               | 292                                           | 292                                           |
| 1806 | 1806                                          |                                               | 315                                           | 315                                           |
| 1834 | 1834                                          |                                               | 515                                           | 515                                           |
| 1840 | 1840                                          |                                               | 448                                           | 448                                           |
| 1846 | 1846                                          |                                               | 515                                           | 515                                           |
| 1852 | 1852                                          |                                               | 539                                           | 539                                           |
| 1858 | 1858                                          |                                               | 541                                           | 541                                           |
| 1864 | 1864                                          |                                               | 525                                           | 525                                           |
| 1871 | 1871                                          |                                               | 554                                           | 554                                           |
| 1875 | 1875                                          |                                               | 556                                           | 556                                           |
| 1885 | 1885                                          |                                               | 629                                           | 629                                           |
| 1895 | 1895                                          |                                               | 692                                           | 692                                           |
| 1905 | 1905                                          |                                               | 807                                           | 807                                           |
| 1910 | 1910                                          |                                               | 836                                           | 836                                           |
| 1925 | 1925                                          |                                               | 929                                           | 929                                           |
| 1939 | 1939                                          |                                               | 1.052                                         | 1.052                                         |
| 1946 | 1946                                          |                                               | 1.484                                         | 1.484                                         |
| 1950 | 1950                                          |                                               | 1.570                                         | 1.570                                         |
| 1956 | 1956                                          |                                               | 1.567                                         | 1.567                                         |
| 1961 | 1961                                          |                                               | 1.633                                         | 1.633                                         |
| 1967 | 1967                                          |                                               | 1.734                                         | 1.734                                         |
| 1980 | 1980                                          |                                               | ?                                             | ?                                             |
| 1990 | 1990                                          |                                               | ?                                             | ?                                             |
| 2000 | 2000                                          |                                               | ?                                             | ?                                             |
| 2011 | 2011                                          |                                               | 1.758                                         | 1.758                                         |
| 2016 | 2016                                          |                                               | 1.729                                         | 1.729                                         |
| 2019 | 2019                                          |                                               | 1.733                                         | 1.733                                         |
| Datenquelle: Historisches Gemeindeverzeichnis für Hessen: Die Bevölkerung der Gemeinden 1834 bis 1967. Wiesbaden: Hessisches Statistisches Landesamt, 1968. Weitere Quellen: LAGIS; Stadt Staufenberg; Zensus 2011 |                                               |                                               |                                               |                                               |

### Historische Religionszugehörigkeit
| • 1830: | 467 evangelische Einwohner, 4 Mennoniten, 16 Juden   |
| • 1895: | 708 evangelische, 1 römisch-katholischer Einwohner   |
| • 1961: | 1283 evangelische, 337 römisch-katholische Einwohner |

### Historische Erwerbstätigkeit
| • 1961: | Erwerbspersonen: 102 Land- und Forstwirtschaft, 462 Prod. Gewerbe, 118 Handel, Verkehr und Nachrichtenübermittlung, 99 Dienstleistungen und Sonstiges. |

## Politik
Für Staufenberg, Daubringen und Mainzlar besteht ein gemeinsamer Ortsbezirke mit Ortsbeirat und Ortsvorsteher, nach Maßgabe der §§ 81 und 82 HGO und des Kommunalwahlgesetzes in der jeweils gültigen Fassung. Details siehe Stadt Staufenberg.

## Kultur und Sehenswürdigkeiten
Siehe: Liste der Kulturdenkmäler in Staufenberg-Daubringen

## Infrastruktur

### Bildung
- Die örtliche Grundschule in Staufenberg heißt Grundschule im Lumdatal.
- Im Ort gibt es einen städtischen Kindergarten.

### Verkehr

#### Schienenverkehr
Der Ort hat einen Haltepunkt an der Lumdatalbahn (von Lollar nach Grünberg), die 1902 erbaut und im Personenverkehr 1981 stillgelegt wurde. Seit 1993 finden regelmäßig Sonderfahrten statt, so etwa zum Schmaadleckermarkt in Lollar oder dem autofreien Sonntag im Lumdatal. Der Bahnsteig des Haltepunktes befindet sich direkt neben dem Bahnübergang der L 3356. Das kleine Fachwerk-Empfangsgebäude wurde in den 1970er Jahren abgerissen.

#### Straßenverkehr
Im Süden liegt die Bundesautobahn 480 und im Westen die autobahnähnlich ausgebaute Bundesstraße 3. Durch Daubringen verläuft die Landesstraße 3356.